# Fritz L’Allemand

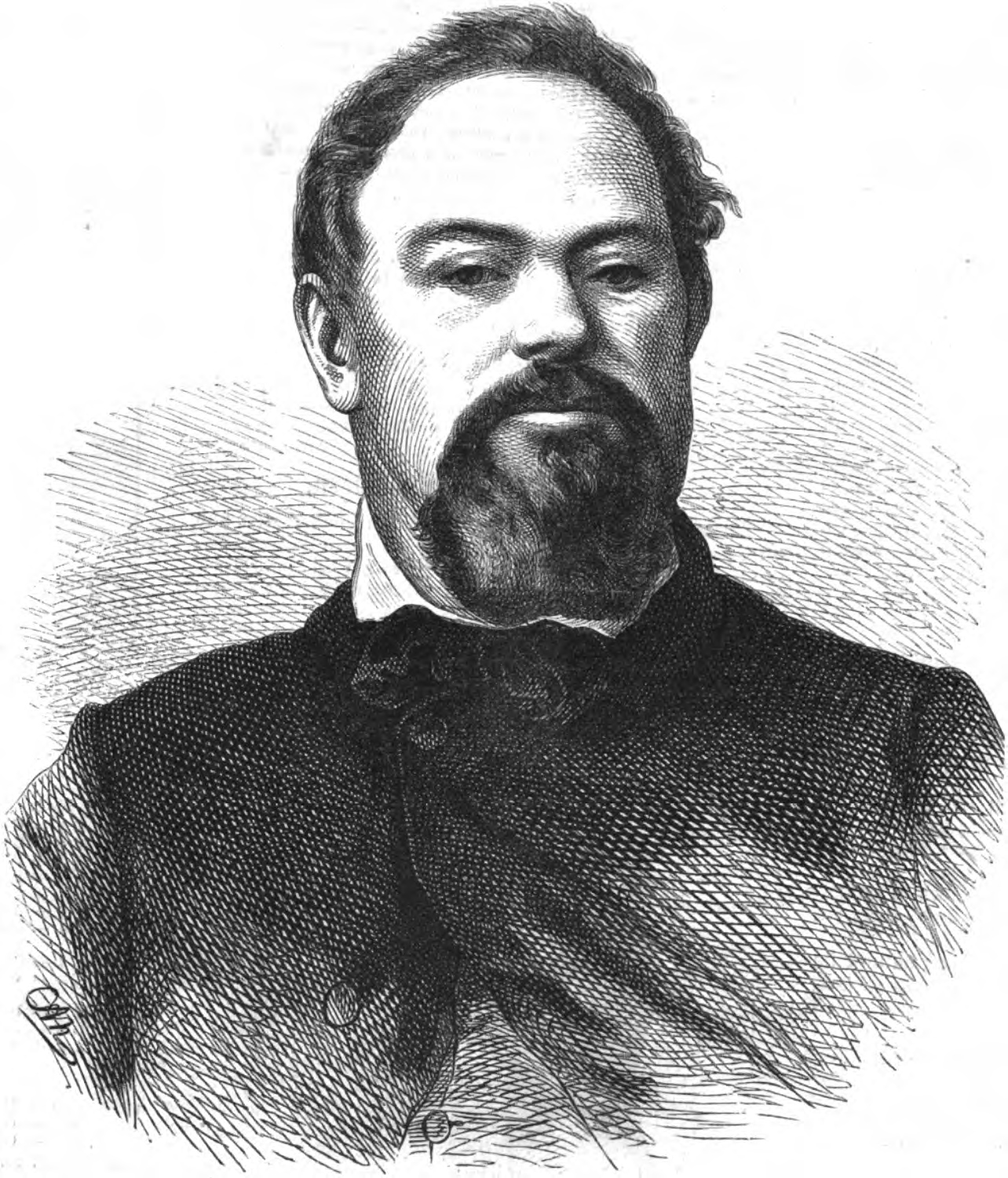
Fritz L’Allemand.

Fritz L’Allemand, född 1812, död 20 september 1866, var en österrikisk målare.
L'Allemand åtnjöt stort anseende som framställare av historiska bilder, särskilt bataljmålningar, bland annat från tysk-danska kriget. Hans brorson Siegmund L'Allemand gick i farbroderns fotspår och blev även en eftertraktad porträttmålare.